# 電波塔

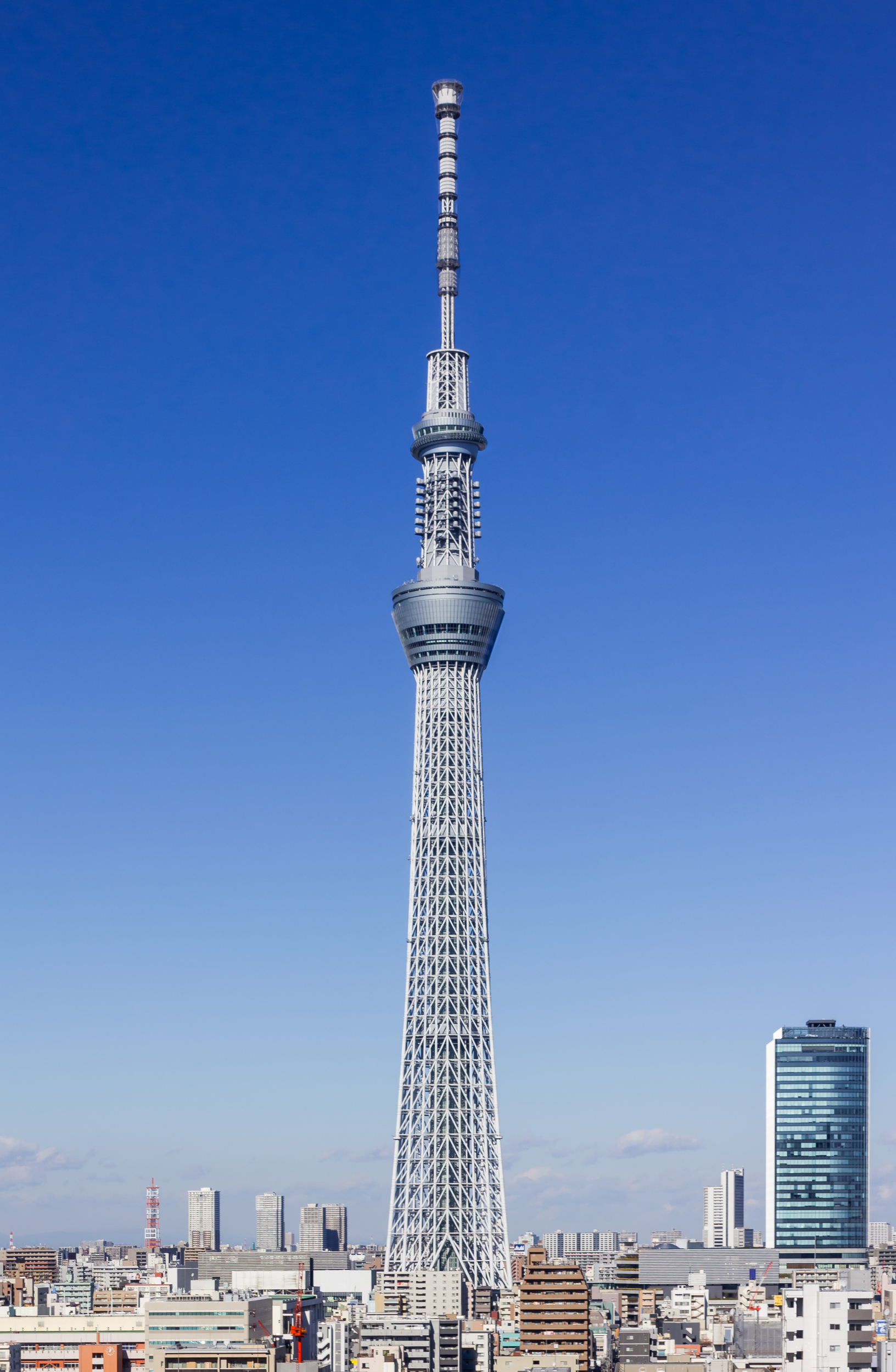
電波塔の例
（東京スカイツリー）

電波塔（でんぱとう）とは、電波を送信する塔のことで、送信所の設備のひとつであり、アンテナを保持する構造物である。電波干渉や建造物による電波の遮断を避けるため周囲の建造物よりも高く建てられる。複数の事業者の電波を送信する塔のことを、集約電波塔（しゅうやく-）という。
一般にテレビジョン放送の電波を送信する電波塔をテレビ塔、ラジオ放送の電波を送信する電波塔をラジオ塔ともいう（ラジオ塔という名については、かつてラジオが一般に普及する前、全国各地の屋外に設置された、公衆が聴取することを目的とした受信機を納めた塔のこともそう言った（ラジオ塔を参照）。
電波塔の周囲はアンテナの至近で電界強度が非常に強いため、混信などの電波障害が起こることがある。

## 語句
英語では「mast（マスト）」か「tower（タワー）」が使われる。両者はしばしば混同される事があるが厳密に工学用語では「タワー」は自立塔か片持ちばりを用いた建造物なのに対し、「マスト」は建物自体が外部の支柱や支線によって支えられている建造物である。一般的にマストは建造費が安く済む傾向にあるが構造上、建物周辺の広い範囲に支線を張る土地が必要になるため設置できるのが人口の少ない平野部に限られるのに対し、その土地が確保できない都市部や山間部などでは自立塔であるタワーを建てることが多い。
アマチュア無線家も一般に、電力を電波として放射する装置を「アンテナ」（電波法の用語では「空中線」）、それを取り付けるために立てる塔を「タワー」と明確に区別する。
国内においては東京タワーがその顕著な例であるように、通信（アンテナを設置）と観光（外観及び展望施設からの眺望）の塔としての役割を担っている。海外においてはCNタワーなどが同様である。

## 主な電波塔
- CNタワー（カナダ・トロント）
- ベルリンテレビ塔（ドイツ・ベルリン）
- ワルシャワラジオ塔（ポーランド・マゾフシェ）
- オスタンキノ・タワー（ロシア・モスクワ）
- ボルジェ・ミーラード（イラン・テヘラン）
- タシュケントタワー（ウズベキスタン・タシュケント）
- エッフェル塔（フランス・パリ）
- さっぽろテレビ塔（日本・北海道札幌市）
- 東京スカイツリー（日本・東京都）
- 東京タワー（日本・東京都）
- 名古屋テレビ塔（日本・愛知県名古屋市）
- 福岡タワー（日本・福岡県福岡市）
- 広州塔（中国・広東省広州市）
- 東方明珠電視塔（中国・上海市）
- 陝西省テレビ塔（中国・陝西省西安市）
- 遼寧広播電視塔（中国・遼寧省瀋陽市）
- 天津テレビ塔（中国・天津市）
- 中央広播電視塔（中国・北京市）
- 株洲テレビ塔（中国・湖南省株洲市）
- Nソウルタワー（韓国・ソウル特別市）
- ペーチテレビ塔（ハンガリー・ペーチ）